# Балка Кринички
Балка Кринички — річка в Україні, у Кам'янському районі Дніпропетровської області. Ліва притока Лозуватки (басейн Дніпра).

## Опис
Довжина 10 км, похил річки — 3,1 м/км. Площа басейну 63,9 км². Місцями пересихає.

## Розташування
Бере початок у селі Кринички. Тече переважно на південний захід через Кулябкине і у присілку Терно-Лозуватки впадає у річку Лозуватку, праву притоку Саксагані. 
Біля витоків річки пролягає автошлях Т 0423. У пригирловій частині річки розташована станція Железняково Озеро.